# Рябиновое
Рябиновое (до 1946 — Калленен (нем. Kallehnen)) — посёлок в Черняховском муниципальном округе Калининградской области.
В 1946 году Калленен был переименован в Рябиновое.

### Климат
Климат характеризуется как переходный от морского к умеренно континентальному. Среднегодовая температура воздуха — 8,3 °C. Средняя температура воздуха самого холодного месяца (января) — −0,9 °C (абсолютный минимум — −35 °C); самого тёплого месяца (июля) — 18,5 °C (абсолютный максимум — 37 °C). Период температуры воздуха выше 0 °C составляет 274 дня. Длительность вегетационного периода — 180—200 дней. Годовое количество атмосферных осадков — 850—900 мм, из которых большая часть выпадает в тёплый период.

### Часовой пояс
Посёлок Рябиновое как и вся Калининградская область, находится в часовой зоне МСК−1. Смещение применяемого времени относительно UTC составляет +2:00.

## Население
| 1910 | 1933 | 1939 | 2002 | 2010 |
| ---- | ---- | ---- | ---- | ---- |
| 96   | ↗112 | ↘95  | ↘15  | ↘12  |

Впервые в документах населенный пункт упоминается в 1384 году. В 1910 году в Калленене проживало 96 человек, в 1933 году - 112 человек, в 1939 году - 95 человек.